# Valletta Football Club 2022-2023
Questa voce raccoglie le informazioni riguardanti il Valletta Football Club nelle competizioni ufficiali della stagione 2022-2023.

## Maglie e sponsor
| Casa | Trasferta |

Sponsor ufficiale: Iniala

Fornitore tecnico: Nike

## Rosa

### Rosa 2022-2023
Aggiornata al 5 marzo 2023.
| N. |                            | Ruolo | Calciatore       |
| -- | -------------------------- | ----- | ---------------- |
| 3  | Malta (bandiera)           | D     | Enzo Ruiz        |
| 5  | Malta (bandiera)           | D     | Ryan Camilleri   |
| 6  | Malta (bandiera)           | D     | Sheldon MacKay   |
| 8  | Malta (bandiera)           | C     | Tristan Caruana  |
| 9  | Malta (bandiera)           | A     | Andrea Zammit    |
| 10 | Malta (bandiera)           | C     | Shaun Dimech     |
| 11 | Brasile (bandiera)         | C     | Niltinho         |
| 14 | Malta (bandiera)           | D     | Christian Gauci  |
| 16 | Malta (bandiera)           | C     | Kurt Desira      |
| 18 | Rep. Dominicana (bandiera) | C     | Enmy Peña        |
| 20 | Argentina (bandiera)       | A     | Federico Falcone |
| 21 | Francia (bandiera)         | D     | Bradley Kamdem   |
| 22 | Malta (bandiera)           | C     | Brandon Paiber   |

| N. |                    | Ruolo | Calciatore          |
| -- | ------------------ | ----- | ------------------- |
| 24 | Malta (bandiera)   | C     | Rowen Muscat        |
| 26 | Italia (bandiera)  | P     | Alessandro Guarnone |
| 28 | Francia (bandiera) | C     | Ulrich N'Nomo       |
| 30 | Malta (bandiera)   | A     | Llywelyn Cremona    |
| 66 | Albania (bandiera) | C     | Eslit Sala          |
| 80 | Nigeria (bandiera) | A     | Joseph Willy        |
| 91 | Liberia (bandiera) | A     | William Jebor       |
| 93 | Francia (bandiera) | C     | Kilian Bevis        |
| 99 | Malta (bandiera)   | P     | Cain Formosa        |
|    | Malta (bandiera)   | A     | Isaiah Micallef     |
|    | Malta (bandiera)   | P     | Anson Saliba        |
|    | Malta (bandiera)   | P     | Maverick Buhagiar   |